# Michael Ancher

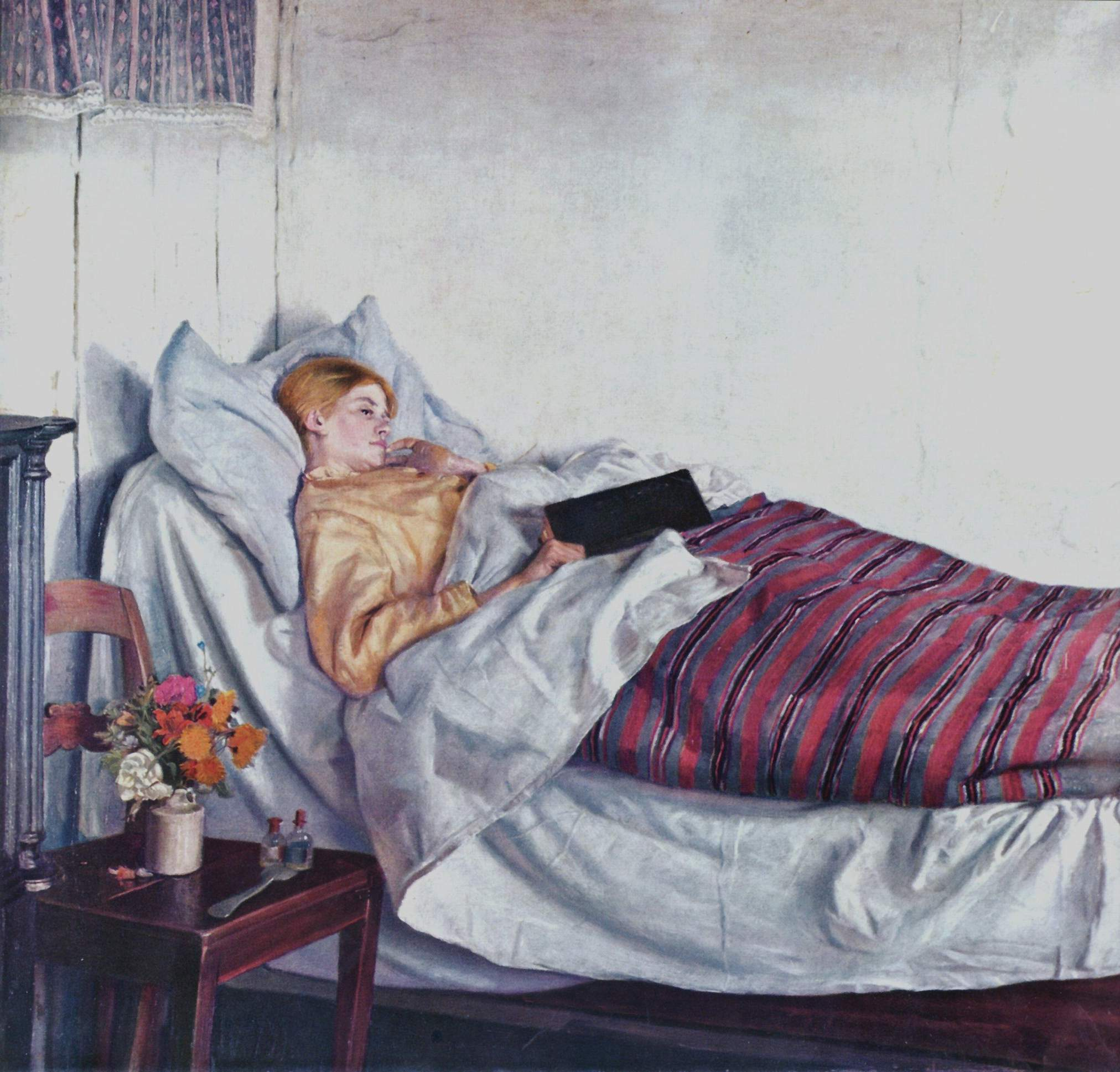
Fată bolnavă (Den syge pige), 1882

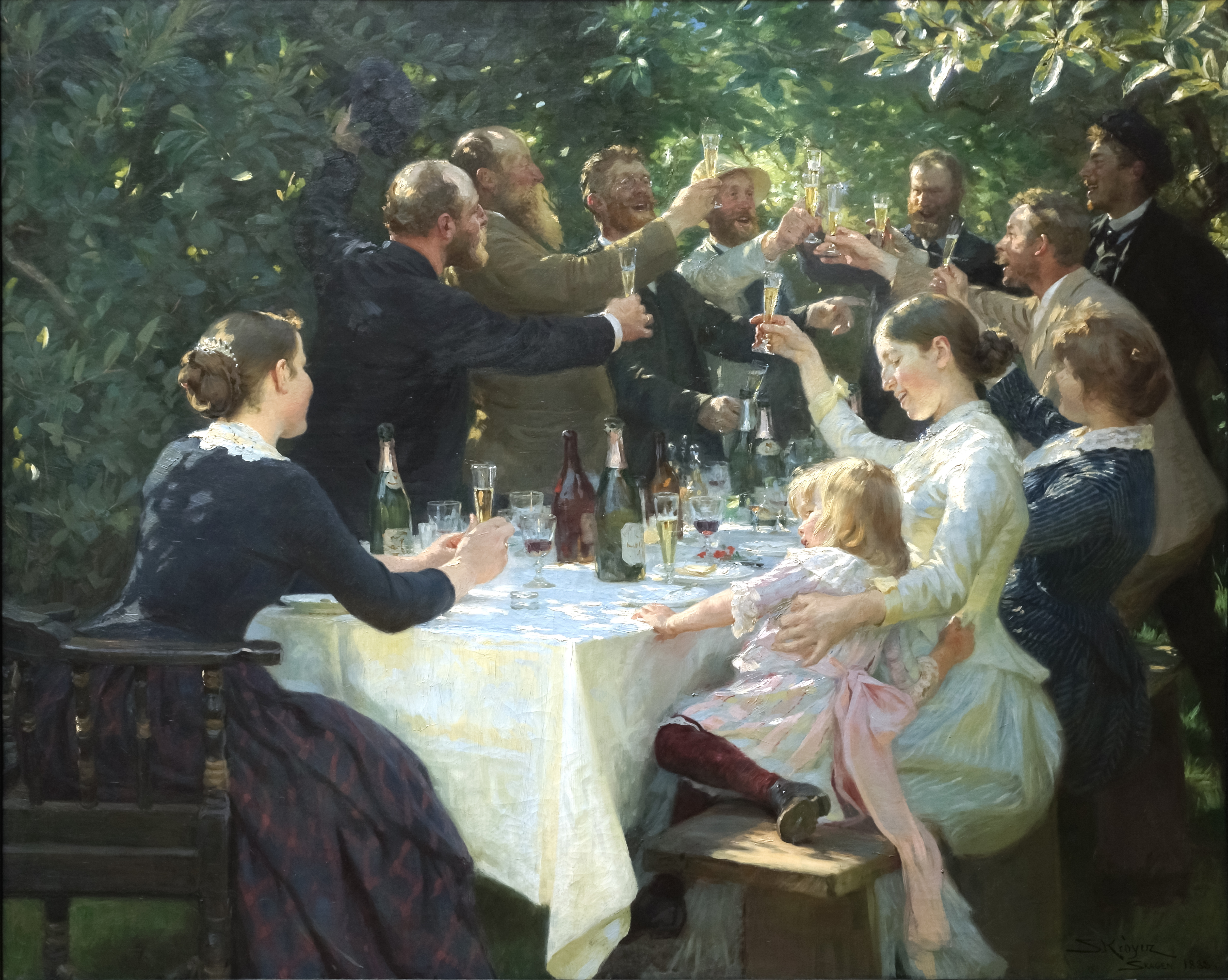
Hipp, hipp, hurra! Festivitate în Skagen, de P.S. Krøyer, Ancher este al 6-lea din stânga.

Michael Ancher (n. 9 iunie 1849, Insula Bornholm, Regiunea Hovedstaden, Danemarca – d. 19 septembrie 1927, Skagen, Hjørring County⁠(d), Danemarca) a fost un pictor danez. El a fost un reprezentant al curentului impresionist și un co-întemeiator al coloniei de artiști din Skagen.

## Date biografice

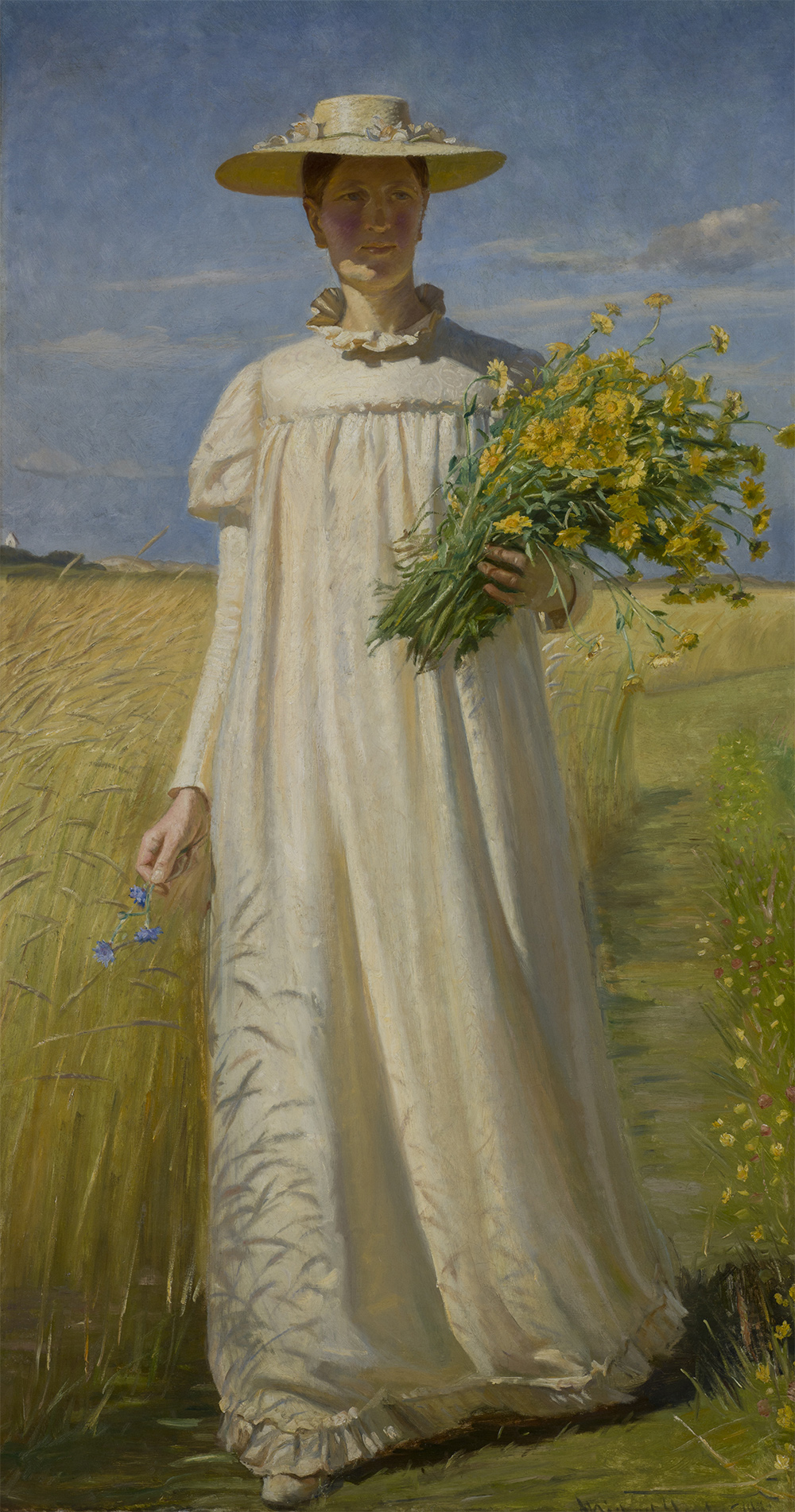
Anna Ancher se reîntoarce de pe câmp, 1902

Michael a fost fiul comerciantului Hans Michael Ancher și al Ellenei Elisabeth Munch. Michael Ancher a studiat între anii 1870–1871 la Academia de artă din Copenhaga. El debutează ca pictor în anul 1874, între timp întreprinde numeroase călătorii în Franța și Italia. În 1884 se stabilește în Skagen unde pictează împreună cu mai mulți prieteni și soția lui, pictorița Anna Ancher. Aici în Skagen el va întreține relații cu pictori străini și contribuie la întemeierea unei școli de pictură impresionistă. După moartea sa în Skagen i se va înființa un muzeu personal care-i poartă numele.